# Musine Kokalari

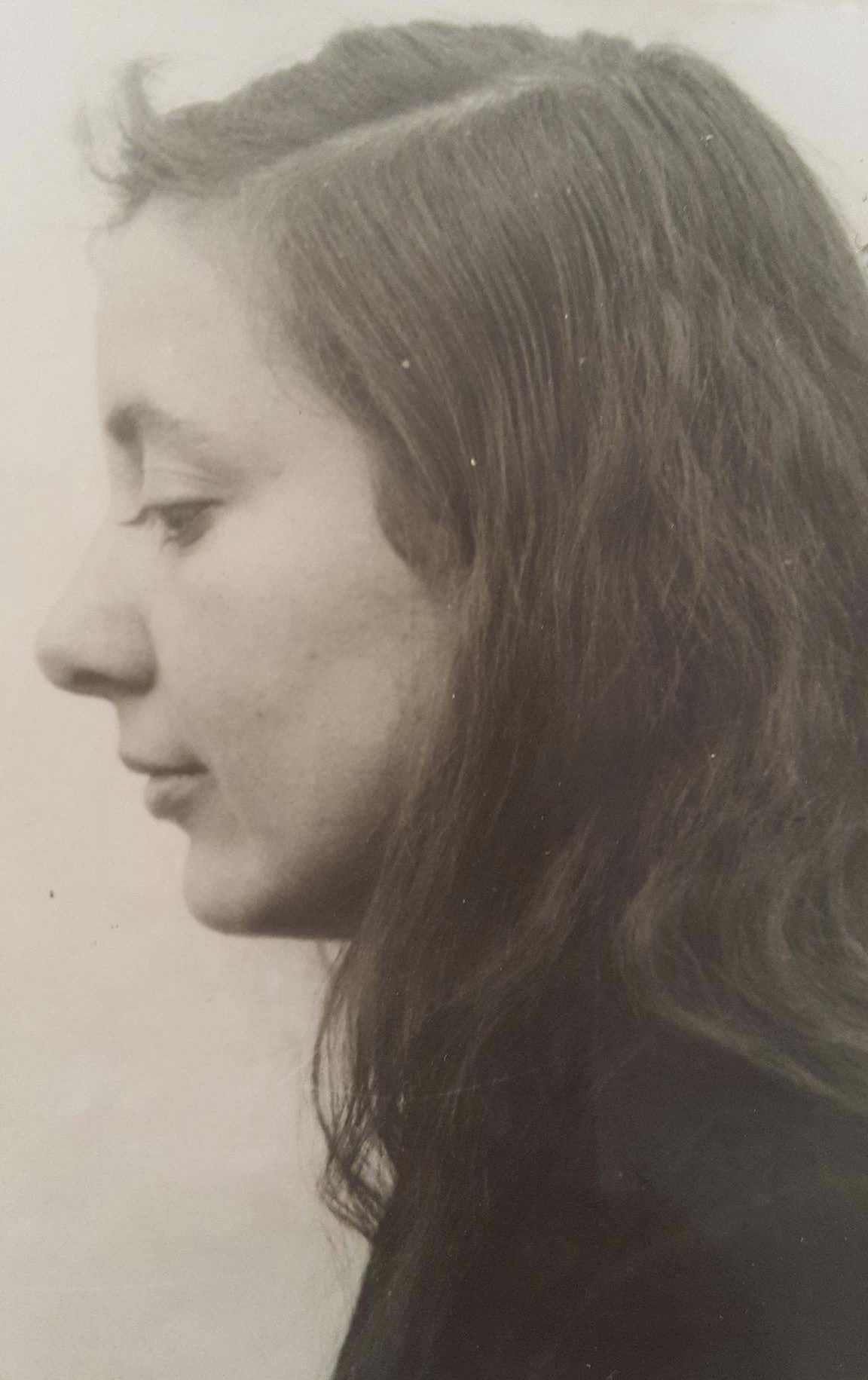
Musine Kokalari

Musine Kokalari (auch Muhsine; * 10. Februar 1917 in Adana, Vilâyet Adana, Osmanisches Reich; † 14. August 1983 in Rrëshen, Albanien) war eine albanische Schriftstellerin. Sie gilt als die erste Frau, die ein Buch in Albanien veröffentlichen konnte.

## Leben
Musine Kokalarie wurde in Adana in der heutigen Südtürkei geboren. Die Familie Kokalari kam ursprünglich aus Gjirokastrain Südalbanien. Musine war die jüngste von vier Kindern neben den Brüdern Mumtaz, Vesim und Hamit. Nach der Auflösung des Osmanischen Reichs zog die Familie 1920 nach Albanien; ein Bruder eröffnete in Tirana eine Buchhandlung. Musine wuchs in einem patriotischen Haushalt auf. Zwei ihrer Brüder waren aktiv in der Politik und beteiligten sich im literarischen Leben. Ab 1938 studierte Musine an der Universität La Sapienza in Rom Literatur. Sie unternahm regelmäßig Reisen nach Albanien, um über Ethnographie des Landes zu forschen. 1941 verfasste sie ihre Doktorarbeit über Naim Frashëri. Danach kehrte sie nach Albanien zurück. In ihren Tagebücher hielt sie fest, dass sie eine Romanze mit dem Italiener P.T. hatte. Jedoch musste sie ambivalent bleiben, weil sie nicht in Italien bleiben wollte und ihre Mutter es nicht gut geheissen hätte, wenn sie einen Italiener als Lebenspartner hätte.
Musine schrieb Volksmärchen nieder und verfasste so ihr erstes Buch Siç me thotë nënua plakë (Wie mir meine alte Mutter erzählt), das 1941 in Tirana erschien. Darin thematisierte sie auch die sozialen Veränderungen in Albanien, insbesondere in Bezug auf die Stellung der Frauen. Dieses Werk gilt als das erste Buch einer Frau in Albanien. 1944 veröffentlichte sie ein Buch mit Kurzgeschichten und Skizzen sowie eine weitere Sammlung mit Märchen. Die letzte Veröffentlichung Sa u tunt jeta … (Wie das Leben schwankte …) kam vor ihrer ersten Verhaftung heraus.
Musine war eine Antifaschistin und eine Antinationalistin. Sie engagierte sich politisch und übte Kritik an der patriarchalischen Gesellschaft, in der die albanische Frau eingesperrt war. Im November 1944 wurden zwei ihrer Brüder von Soldaten der Befreiungsarmee erschossen. Den Dritten verschonten sie – nicht weil er Enver Hoxhas Klassenkamerad gewesen war, sondern weil er Fieber hatte. Ein Tag später wurde Musine zum ersten Mal verhaftet. Der Grund war, dass sie einen Widerspruch mit dem Eintreten für die sozialdemokratische Bewegung provozieren würde. Danach gab sie das Schreiben erstmals auf und wandte sich der Politik zu.

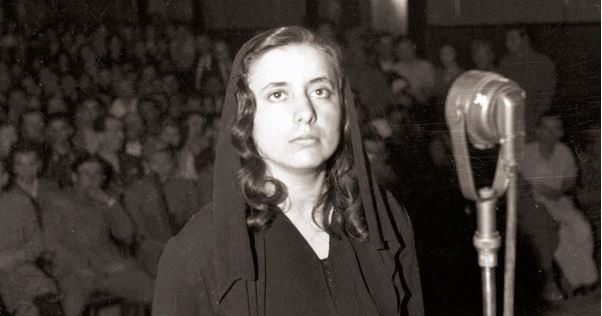
Musine Kokalari (während ihres Prozesses 1946)

Nach dem Zweiten Weltkrieg wurde sie am 17. Januar 1946 zum zweiten Mal festgenommen und beschuldigt, „Feindin des Volkes“ zu sein. Ihr wurde vorgeworfen, die Führerin einer politischen Oppositionsgruppe zu sein. Vor ihrer Verhaftung hatte sie Briefe an die Alliierten geschrieben mit der Bitte, dass freie Wahlen und Gedankenfreiheit in Albanien gewährleistet sein sollten. Das war ihr größter Akt des Trotzes. Bevor sie den Appell verfasst hatte, traf sie sich heimlich im November 1945 mit einer Gruppe von Nicht-Kommunisten, um über die Wahlen zu sprechen. Ihre Bitte wurde von den Alliierten abgelehnt. Enver Hoxha und die Kommunistische Partei gewannen die Wahlen mit 93,7 % der Stimmen. Bei ihrem Prozess erschien sie mit einem schwarzen Schleier, wodurch sie sowohl ihren Trotz als auch die Trauer über den Verlust ihrer Brüder zum Ausdruck brachte. Zu ihrer Verteidigung erklärte sie ihre Sicht auf die Demokratie, worauf sie von jemanden im Verhandlungsraum unterbrochen wurde. Diese Person schrie: „Hängt sie auf!“ Der Richter fragte Musine daraufhin: „Haben Sie gehört, was die Leute über Sie sagen?“ Musine antwortete: „Eines Tages werden sie dasselbe über Sie sagen, Euer Ehren.“ Sie erhielt eine zwanzigjährige Haftstrafe und verbrachte 18 Jahre im Gefängnis von Burrel. Heute ist dieses Gefängnis als eines der brutalsten Gefängnis im kommunistischen Albanien bekannt. 1964 wurde Musine Kokolalri entlassen. Danach wurde sie in Rrëshen (heutige Gemeinde Mirdita) interniert. Sie durfte für den Rest ihres Lebens nicht mehr schreiben und musste als Strassenfegerin arbeiten. Als PEN International die Freilassung inhaftierter Schriftsteller verlangte, vor allem von Musine Kokalari, antwortete Enver Hoxha mit: „Lebt die Schlampe noch?“ Dabei hatte Hoxha, als er noch als Lehrer in Gjirokastra arbeitete, ihr Glückwunschbriefe nach Rom geschickt.
Musine Kokalari erkrankte an Krebs. Ihr wurde sogar die Behandlung in einem Spital verweigert. Am 14. August 1983 starb sie schlussendlich an den Folgen der Brustkrebserkrankung. Nachbarn und Mitinternierten wurden gewarnt, nicht an ihrer Beerdigung zu gehen.

## Würdigung

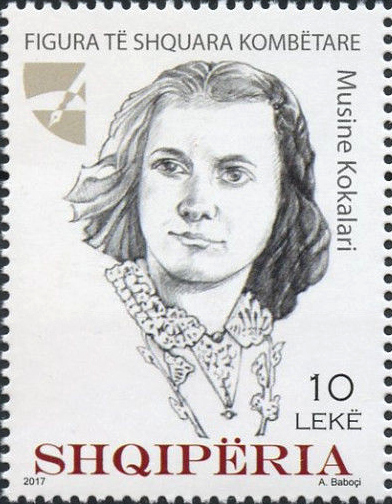
Porträt Musine Kokalaris auf einer 2017 erschienenen albanischen Briefmarke

Die Sozialdemokratin Kokalari wurde postum vom albanischen Präsidenten Sali Berisha zur „Märtyrerin der Demokratie“ erklärt. Eine Schule in der Hauptstadt Tirana trägt ihren Namen.

## Werke
Da ihre Werke verboten und vernichtet wurden, sind heute keine Exemplare mehr erhalten.
- Siç me thotë nënua plakë (1941)
- Rreth vatrës (1944)
- Sa u tunt jeta … (1944)